# Caltignaga
Caltignaga település Olaszországban, Piemont régióban, Novara megyében. Lakosainak száma 2498 fő (2023. január 1.). Caltignaga Bellinzago Novarese, Briona, Cameri, Novara, Momo és San Pietro Mosezzo községekkel határos.

## Népesség
A település népességének változása:
| Lakosok száma | 2557 | 2542 | 2498 |
|               | 2017 | 2018 | 2023 |